# Zaxxon
Zaxxon es un videojuego para máquinas recreativas desarrollado y publicado por Sega. El juego permite al jugador manejar un avión de combate dentro de una fortaleza y disparar a los enemigos (misiles, fuego enemigo...). El objetivo del juego es matar los máximos enemigos posibles sin ser alcanzado y sin que se acabe el combustible.
Zaxxon fue lanzado al mercado en el año 1982 y fue el primer juego en emplear perspectiva axonométrica, lo cual sirvió para darle nombre al juego (AXXON de "AXONometric projection" en inglés).

## Jugabilidad
El objetivo del juego es alcanzar tantos puntos, destruyendo a los enemigos como sea posible en un espacio de mira isométrica sin ser derribado o sin acabarse el combustible, lo que, paradójicamente, puede reponerse haciendo explotar bidones de combustible (300 puntos). 
Hay dos fortalezas por las que volar, con un segmento del espacio exterior entre ellas. Al final de la segunda fortaleza hay un jefe en forma del robot Zaxxon.
La nave del jugador proyecta una sombra para indicar su altura. También se muestra un altímetro; en el espacio no hay nada sobre lo que la nave pueda proyectar una sombra. Los muros a la entrada y salida de cada fortaleza tienen aberturas por las que el barco debe estar a la altura adecuada para pasar. Dentro de cada fortaleza hay muros adicionales que la sombra y el altímetro del barco ayudan a sobrevolar con éxito.

## Versiones para consolas domésticas
Entre 1982 y 1985, Zaxxon fue portado a Apple II, Familia Atari de 8 bits, Atari 2600, Atari 5200, MSX, ZX Spectrum, Commodore 64, Dragon 32, ColecoVision, Intellivision, Compatible IBM PC, Sega SG-1000, TRS-80 Color Computer y TRS-80. Los puertos Atari 2600 e Intellivision utilizan una perspectiva detrás del barco en tercera persona en lugar de los gráficos isométricos de las otras versiones.

## Recepción
Video Games en 1983 calificó la versión ColecoVision de Zaxxon como un "golpe para este nuevo sistema". En Japón, Game Machine incluyó a Zaxxon en su edición del 1 de junio de 1983 como la octava unidad de juegos de mesa de mayor éxito del año. La revista Video también elogió la versión de ColecoVision en su columna "Arcade Alley", describiéndola como "uno de los juegos más emocionantes disponibles" y destacando de pasada que la única "crítica seria" del original de arcade era que "muchos jugadores sentían que necesitaba lecciones de vuelo para tener la más mínima posibilidad de desempeñarse bien ". 26 K-Power calificó la versión Color Computer con 8 puntos sobre 10. La revista elogió sus" excelentes gráficos tridimensionales y concluyó que "Zaxxon es un juego que no puede ser lo suficientemente elogiado".
Softline en 1983 llamó a la versión de Atari de 8 bits "un magnífico juego de computadora tridimensional ... No desde Choplifter un juego se veía tan impresionante". A la revista también le gustaron los gráficos de las versiones de Apple II y TRS-80 a pesar de las limitaciones de hardware de esas computadoras, y predijo que Zaxxon sería un "bestseller de larga duración". En 1984, los lectores de la revista nombraron al juego como el quinto programa más popular de Apple, el peor programa de Apple y el tercer peor programa de Atari de 1983.
II Computing incluyó a Zaxxon en cuarto lugar en su lista de los mejores juegos de Apple II a fines de 1985, según los datos de ventas y participación de mercado.

## Legado

### Relanzamientos
Zaxxon es un juego de bonificación de Sega Genesis Collection para PlayStation 2. También es un juego de arcade desbloqueable en Sonic's Ultimate Genesis Collection para Xbox 360 y PlayStation 3. La versión de arcade se lanzó en la Consola Virtual de Wii en Japón el 15 de diciembre. , 2009, la región PAL el 5 de marzo de 2010 y América del Norte el 12 de abril de 2010.

### Secuelas
A Zaxxon le siguió una secuela de arcade: Super Zaxxon. El esquema de color es diferente, la nave del jugador vuela más rápido (lo que dificulta el juego) y el robot al final de la segunda fortaleza es reemplazado por un dragón. No funcionó tan bien como el original. Future Spy fue lanzado por Sega en 1984, que usa el mismo hardware que Zaxxon y tiene una jugabilidad muy similar pero con un tema militar más realista.
En 1987, Zaxxon 3-D fue lanzado para Master System. Esta variación de la consola hace uso del complemento de gafas 3-D. Al igual que con los puertos Atari 2600 e Intellivision, se desplaza hacia adelante en lugar de isométrico.
En octubre de 1993, Atari Corporation presentó una demanda contra Sega por una presunta infracción de una patente creada originalmente por Atari Corp. en la década de 1980, y la primera solicitó una orden judicial preliminar para detener la fabricación, el uso y la venta de hardware. y software para Sega Genesis y Game Gear. El 28 de septiembre de 1994, ambas partes llegaron a un acuerdo en el que implicaba un acuerdo de licencia cruzada para publicar hasta cinco títulos cada año en sus sistemas hasta 2001. Zaxxon 3-D fue uno de los primeros cinco títulos aprobados del acuerdo por Sega para convertirse en el Atari Jaguar, pero nunca fue lanzado.
Zaxxon's Motherbase 2000 fue lanzado para Sega 32X en 1995. Es el primer juego de Zaxxon que incorpora gráficos poligonales. El juego llevaba la marca Zaxxon solo en los Estados Unidos, ya que la versión japonesa se llamaba Parasquad y la versión europea se llamaba Motherbase. Los críticos de los juegos estadounidenses en general comentaron que el juego no era lo suficientemente similar a Zaxxon para justificar el uso de la marca. 
Zaxxon Escape fue lanzado el 4 de octubre de 2012 para dispositivos iOS y Android. El juego fue criticado por tener poco parecido con el original.

### En la cultura popular
En 1982, Milton Bradley lanzó un juego de mesa basado en Zaxxon.
En la película de 1984 de Paramount, Friday the 13th: The Final Chapter, el personaje Tommy Jarvis, interpretado por Corey Feldman, interpreta a Zaxxon durante su introducción.
En 2012, Zaxxon se mostró en la exposición "El arte de los videojuegos" en el Smithsonian.